# 钓南锚地

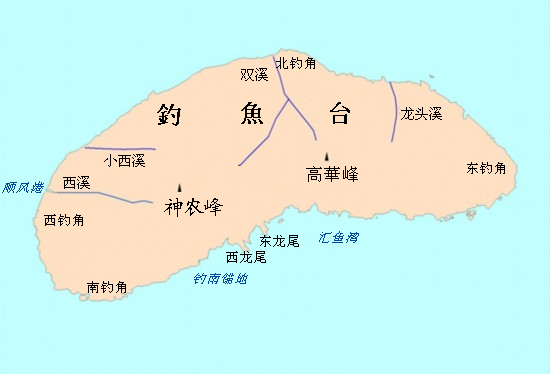
釣魚台島嶼地圖。

钓南锚地，日文稱和平泊（Wahei-tomari），是位在釣魚台的一个海湾，位置在島上的南部偏西。钓南锚地北边正对釣魚台的第二高峰神农峰（屏風岳），东边是西龙尾（安藤岬），西边是南钓角（閃綠角）。钓南锚地的名稱由中國在2012年9月命名日文名由黑岩恆在1900年命名。台灣未命名。